# Salvador Mejía Jáuregui
Salvador Mejía Jáuregui (* 10. November 1894 in Teocaltiche, Jalisco; † 17. Oktober 1956 in Guadalajara, Jalisco) war ein mexikanischer Fußballfunktionär, der von 1923 bis 1925 sowie in den Jahren 1931 und 1932 Vereinspräsident des Club Deportivo Guadalajara war.

## Mejías Wirken beim Club Deportivo Guadalajara
1923 wurde Mejía zum Präsidenten des Guadalajara FC gewählt, der zu jener Zeit noch ein reiner Fußballverein war. Unter seiner Führung wurde der Verein durch die Bildung anderer Sportabteilungen im selben Jahr nicht nur ein Breitensportverein und bezeichnete sich fortan als Sportverein (spanisch Club Deportivo), sondern erhielt auch einen komfortablen Vereinssitz an der Ecke der Straße Unión und Bosque, der am 4. November 1923 eingeweiht wurde. Auf demselben Gelände hatte der 1906 gegründete Verein (damals in Anlehnung an die benachbarte Straße noch Club Unión genannt) seine ersten Spiele ausgetragen. Ebenfalls während der Präsidentschaft Mejías wurden neben dem Fußballplatz Tribünen errichtet.
Während der Präsidentschaft Mejías, der selbst nur ein mittelmäßiger Fußballspieler war und in der zweiten Mannschaft des Vereins mitwirkte, wurde die erste Mannschaft dreimal in Folge Meister der Liga de Occidente sowie insgesamt viermal in Folge zwischen 1921/22 und 1924/25, was außerdem unmittelbar zuvor lediglich noch dem Stadtrivalen Atlas zwischen 1917/18 und 1920/21 gelungen war.
In den Jahren 1931 und 1932 war Mejía noch einmal Präsident des Club Deportivo Guadalajara und somit der überhaupt erst zweite Präsident nach Ramón Fregoso, der den Verein in zwei unterschiedlichen Zeiträumen leitete. Später gelang dies nur noch José Fernando Espinosa und Evaristo Cárdenas. In den Jahren 1936 und 1937 bekleidete Mejía unter dem Präsidenten Ramiro Álvarez Tostado zudem das Amt des Vizepräsidenten.